# Oncidium heterodactylum
Oncidium heterodactylum är en orkidéart som beskrevs av Friedrich Fritz Wilhelm Ludwig Kraenzlin. Oncidium heterodactylum ingår i släktet Oncidium och familjen orkidéer. Inga underarter finns listade i Catalogue of Life.